# Episodi di The Mysteries of Laura (prima stagione)
La prima stagione della serie televisiva The Mysteries of Laura è stata trasmessa negli Stati Uniti dal 17 settembre 2014 al 20 maggio 2015 sul network NBC.
In Italia la stagione è stata trasmessa in prima visione assoluta da 5 settembre al 14 novembre 2015 su Premium Stories, canale del digitale terrestre a pagamento di Mediaset Premium. In chiaro è visibile su RSI LA1 dal 19 gennaio 2016, in Italia è stata trasmessa dal 24 maggio al 2 agosto 2016 su TOP Crime.
| n° | Titolo originale                          | Titolo italiano              | Prima TV Stati Uniti | Prima TV Italia   |
| -- | ----------------------------------------- | ---------------------------- | -------------------- | ----------------- |
| 1  | Pilot                                     | Un marito ideale             | 17 settembre 2014    | 5 settembre 2015  |
| 2  | The Mystery of the Dead Date              | Appuntamento con l'assassino | 24 settembre 2014    | 5 settembre 2015  |
| 3  | The Mystery of the Biker Bar              | Il bar dei motociclisti      | 1º ottobre 2014      | 12 settembre 2015 |
| 4  | The Mystery of the Sex Scandal            | L'amante misteriosa          | 8 ottobre 2014       | 12 settembre 2015 |
| 5  | The Mystery of the Terminal Tenant        | L'inquilino perfetto         | 15 ottobre 2014      | 19 settembre 2015 |
| 6  | The Mystery of the Red Runway             | Scambio di persona           | 22 ottobre 2014      | 19 settembre 2015 |
| 7  | The Mystery of the Art Ace                | Partita a poker con delitto  | 29 ottobre 2014      | 26 settembre 2015 |
| 8  | The Mystery of the Mobile Murder          | Bellezza pericolosa          | 5 novembre 2014      | 26 settembre 2015 |
| 9  | The Mystery of the Dysfunctional Dynasty  | Tradizioni e testamenti      | 19 novembre 2014     | 3 ottobre 2015    |
| 10 | The Mystery of the Fertility Fatality     | Mamma a ogni costo           | 10 dicembre 2014     | 3 ottobre 2015    |
| 11 | The Mystery of the Frozen Foodie          | La verità                    | 7 gennaio 2015       | 10 ottobre 2015   |
| 12 | The Mystery of the Fateful Fire           | Uno scherzo mancato          | 14 gennaio 2015      | 10 ottobre 2015   |
| 13 | The Mystery of the Deemed Dealer          | Una notte da ricordare       | 4 febbraio 2015      | 17 ottobre 2015   |
| 14 | The Mystery of the Popped Pugilist        | La vittima                   | 11 febbraio 2015     | 17 ottobre 2015   |
| 15 | The Mystery of the Alluring Au Pair       | Tieni la bocca chiusa        | 18 febbraio 2015     | 24 ottobre 2015   |
| 16 | The Mystery of the Exsanguinated Ex       | Una festa sorprendente       | 25 febbraio 2015     | 24 ottobre 2015   |
| 17 | The Mystery of the Intoxicade Intern      | Quando il gioco si fa duro   | 25 marzo 2015        | 31 ottobre 2015   |
| 18 | The Mystery of the Sunken Sailor          | Un difficile confronto       | 1º aprile 2015       | 31 ottobre 2015   |
| 19 | The Mystery of the Dodgy Druft            | Un giorno disperato          | 22 aprile 2015       | 7 novembre 2015   |
| 20 | The Mystery of the Crooked Clubber        | Sensi di colpa               | 6 maggio 2015        | 7 novembre 2015   |
| 21 | The Mystery of the Deceased Documentarian | Un'altra opportunità         | 13 maggio 2015       | 14 novembre 2015  |
| 22 | The Mystery of the Corner Store Crossfire | La vita non aspetta          | 20 maggio 2015       | 14 novembre 2015  |